# 2012 日本女子サッカーリーグ
- 日本女子サッカーリーグ  > 2012 日本女子サッカーリーグ
- 2012年のスポーツ  >  2012年のサッカー  > 2012 日本女子サッカーリーグ

2012 日本女子サッカーリーグは、2012年4月から11月まで開催された第24回の日本女子サッカーリーグである。この年も「なでしこリーグ」（1部）と「チャレンジリーグ」（2部）に分かれて開催した。

## 大会概要
2012年1月に概要が発表された。
- 開催期間：2012年4月7日・または8日‐11月11日
- なでしこリーグ（1部）
  - 2012年4月14日・または15日-11月11日
  - 10チーム2回総当り。
- チャレンジリーグ（2部）
  - 2012年4月7日・または8日-11月4日
  - 12チーム2回戦総当たり。
- 試合時間
  - 90分（45分ハーフ）。90分以内で勝敗が決しない場合は引き分けとする。
- 順位
  - 勝ち点（勝利3点、引分1点、敗戦0点）の多いチームを上位とし、勝ち点の合計が同じ場合は以下の順序で順位を決める。
    1. 全試合の得失点差
    2. 全試合の総得点数
    3. 直接対決の成績（1.勝ち点 2.得失点差）
    4. 順位決定戦（必要な場合のみ）

ロンドンオリンピック開催期間、およびそれに参戦する女子日本代表強化期間中の6月下旬-9月上旬は、なでしこリーグは開催休止とする（この間なでしこリーグカップ2012を開催するが、ロンドン五輪期間中はなでしこリーグカップも休止。またチャレンジリーグについては同期間も試合を開催するものの、試合数が少なくなる）。

## 参加チーム

### なでしこリーグ（1部）
| チーム名                               | 監督       | ホームタウン                 | 前年成績           |
| -------------------------------------- | ---------- | ---------------------------- | ------------------ |
| 浦和レッドダイヤモンズ・レディース     | 村松浩     | 埼玉県さいたま市             | なでしこ 3位       |
| ASエルフェン狭山FC                     | 渡邉英豊 ※ | 埼玉県狭山市                 | なでしこ 8位       |
| ジェフユナイテッド市原・千葉レディース | 上村崇士   | 千葉県市原市・千葉市         | なでしこ 7位       |
| 日テレ・ベレーザ                       | 野田朱美   | 東京都稲城市                 | なでしこ 2位       |
| アルビレックス新潟レディース           | 奥山達之   | 新潟県新潟市・北蒲原郡聖籠町 | なでしこ 5位       |
| 伊賀フットボールクラブくノ一           | 大嶽直人   | 三重県伊賀市                 | なでしこ 6位       |
| スペランツァFC大阪高槻                 | 井上晴雄 ※ | 大阪府高槻市                 | チャレンジWEST 2位 |
| INAC神戸レオネッサ                     | 星川敬     | 兵庫県神戸市                 | なでしこ 1位       |
| 岡山湯郷Belle                          | 種田佳織   | 岡山県美作市                 | なでしこ 4位       |
| 福岡J・アンクラス                      | 河島美絵   | 福岡県春日市                 | なでしこ 9位       |

1. ↑  ※印は新任

#### 監督交代
| チーム名               | 前監督   | 退任日 | 新監督   | 就任日 | 備考           |
| ---------------------- | -------- | ------ | -------- | ------ | -------------- |
| スペランツァFC大阪高槻 | 井上晴雄 | 8月3日 | 本並健治 | 8月3日 | 外部からの招聘 |

### チャレンジリーグ（2部）
| チーム名                        | 監督       | ホームタウン       | 前年成績           |
| ------------------------------- | ---------- | ------------------ | ------------------ |
| 常盤木学園高等学校              | 阿部由晴   | 宮城県仙台市       | チャレンジEAST 1位 |
| ベガルタ仙台レディース          | 千葉泰伸 ※ | 宮城県仙台市       | なでしこ 参加自粛  |
| JFAアカデミー福島               | 樋渡群 ※   | 福島県双葉郡楢葉町 | チャレンジEAST 2位 |
| スフィーダ世田谷FC              | 川邊健一   | 東京都世田谷区     | チャレンジEAST 3位 |
| JAPANサッカーカレッジレディース | 板垣雄平 ※ | 新潟県新潟市       |                    |
| 日本体育大学                    | 矢野晴之介 | 神奈川県横浜市     | チャレンジEAST 4位 |
| AC長野パルセイロ・レディース    | 勝又透 ※   | 長野県長野市       | チャレンジEAST 5位 |
| 静岡産業大学磐田ボニータ        | 三浦哲治   | 静岡県磐田市       | チャレンジWEST 4位 |
| バニーズ京都SC                  | 坂田信之 ※ | 京都府京都市       | チャレンジWEST 5位 |
| FC高梁吉備国際大学Charme        | 太田真司   | 岡山県高梁市       | チャレンジWEST 1位 |
| 愛媛FCレディース                | 江後賢一   | 愛媛県松山市       | 四国リーグ 1位     |
| ジュ ブリーレ 鹿児島            | 出口泉     | 鹿児島県鹿児島市   | チャレンジWEST 3位 |

1. ↑  太字はなでしこリーグ準加盟チーム。
2. ↑  ※印は新任
3. ↑  2011年まで（実質的には2010年まで）活動していた東京電力マリーゼから事業譲渡。規定によりチャレンジリーグに降格の上参入。
4. ↑  活動拠点を御殿場高原時之栖（静岡県御殿場市）に一時移転中。

## 大会方式

### なでしこリーグ
2011年は東日本大震災のため出場辞退となった東京電力マリーゼを除く9チームで行ったが、2012年は10チームに戻る。なお当初の計画では2013年から12チームで行う方針だったが、チャレンジリーグを含めた下位チームとの実力の差が大きいため、当面10チーム制を維持することが確認された。
なおこの年から国際女子サッカークラブ選手権が設立されたため、本大会優勝クラブは国際女子サッカークラブ選手権2012の出場権が与えられることになった。

### チャレンジリーグ
2011年に引き続き12チームで行うが、前年までの東西2リーグ制による分割開催をやめて、12チームによる1リーグ制2回戦総当り方式を行う。これはスポーツ振興くじ収益金による助成を受けることによるもの。
なお、2013年からチャレンジリーグは16チームで行うことも確認された（詳細は後述）。

## 成績

### なでしこリーグ
| 位 | チーム名                     | 点 | 試 | 勝 | 分 | 負 | 得 | 失 | 差  | 備考                                                                    |
| -- | ---------------------------- | -- | -- | -- | -- | -- | -- | -- | --- | ----------------------------------------------------------------------- |
| 1  | INAC神戸レオネッサ           | 52 | 18 | 17 | 1  | 0  | 69 | 12 | +57 |                                                                         |
| 2  | 日テレ・ベレーザ             | 37 | 18 | 11 | 4  | 3  | 44 | 17 | +27 |                                                                         |
| 3  | 岡山湯郷Belle                | 32 | 18 | 10 | 2  | 6  | 36 | 22 | +14 |                                                                         |
| 4  | 浦和レッズレディース         | 28 | 18 | 8  | 4  | 6  | 31 | 22 | +9  |                                                                         |
| 5  | アルビレックス新潟レディース | 23 | 18 | 6  | 5  | 7  | 26 | 28 | -2  |                                                                         |
| 6  | ジェフ千葉レディース         | 22 | 18 | 6  | 4  | 8  | 25 | 36 | -11 |                                                                         |
| 7  | 伊賀フットボールクラブくノ一 | 21 | 18 | 5  | 6  | 7  | 20 | 26 | -6  |                                                                         |
| 8  | スペランツァFC大阪高槻       | 16 | 18 | 4  | 4  | 10 | 18 | 44 | -26 |                                                                         |
| 9  | ASエルフェン狭山FC           | 11 | 18 | 3  | 2  | 13 | 19 | 50 | -31 | なでしこリーグ・チャレンジリーグ入替戦に出場, 2013 チャレンジリーグ降格 |
| 10 | 福岡J・アンクラス            | 10 | 18 | 2  | 4  | 12 | 11 | 42 | -31 | 2013 チャレンジリーグ降格                                               |

### チャレンジリーグ
| 位 | チーム名                        | 点 | 試 | 勝 | 分 | 負 | 得 | 失 | 差  | 備考                                                                  |
| -- | ------------------------------- | -- | -- | -- | -- | -- | -- | -- | --- | --------------------------------------------------------------------- |
| 1  | ベガルタ仙台レディース          | 62 | 22 | 20 | 2  | 0  | 88 | 12 | +76 | 2013 なでしこリーグ昇格                                               |
| 2  | FC高梁吉備国際大学Charme        | 50 | 22 | 16 | 2  | 4  | 75 | 26 | +49 | なでしこリーグ・チャレンジリーグ入替戦に出場, 2013 なでしこリーグ昇格 |
| 3  | スフィーダ世田谷FC              | 43 | 22 | 14 | 1  | 7  | 59 | 37 | +22 |                                                                       |
| 4  | 日本体育大学女子サッカー部      | 43 | 22 | 14 | 1  | 7  | 45 | 23 | +22 |                                                                       |
| 5  | JFAアカデミー福島               | 41 | 22 | 13 | 2  | 7  | 52 | 20 | +32 |                                                                       |
| 6  | 常盤木学園高等学校サッカー部    | 38 | 22 | 12 | 2  | 8  | 59 | 37 | +22 |                                                                       |
| 7  | 愛媛FCレディース                | 26 | 22 | 7  | 5  | 10 | 43 | 49 | -6  |                                                                       |
| 8  | 静岡産業大学磐田ボニータ        | 26 | 22 | 7  | 5  | 10 | 29 | 51 | -22 |                                                                       |
| 9  | ジュ ブリーレ 鹿児島            | 18 | 22 | 5  | 3  | 14 | 24 | 52 | -28 |                                                                       |
| 10 | バニーズ京都SC                  | 12 | 22 | 3  | 3  | 16 | 18 | 78 | -60 |                                                                       |
| 11 | AC長野パルセイロ・レディース    | 10 | 22 | 2  | 4  | 16 | 14 | 63 | -49 | チャレンジリーグ入替戦に出場, 残留                                    |
| 12 | JAPANサッカーカレッジレディース | 10 | 22 | 2  | 4  | 16 | 26 | 84 | -58 | チャレンジリーグ入替戦に出場, 残留                                    |

## 表彰
表彰式は2012年11月13日にグランドプリンスホテル高輪にて行われた。

### 表彰式 受賞者
| 賞                  | 受賞者                        | 所属                             |
| なでしこリーグ      | なでしこリーグ                | なでしこリーグ                   |
| ------------------- | ----------------------------- | -------------------------------- |
| 最優秀選手賞（MVP） | 高瀬愛実                      | INAC神戸レオネッサ               |
| 得点王              | 高瀬愛実（20得点）            | INAC神戸レオネッサ               |
| 敢闘賞              | 永里亜紗乃                    | 日テレ・ベレーザ                 |
| 新人賞              | 髙畑志帆                      | 浦和レッドダイヤモンズレディース |
| ベストイレブン      | 福元美穂（GK）                | 岡山湯郷Belle                    |
| ベストイレブン      | 岩清水梓（DF）                | 日テレ・ベレーザ                 |
| ベストイレブン      | 近賀ゆかり（DF）              | INAC神戸レオネッサ               |
| ベストイレブン      | 矢野喬子（DF）                | 浦和レッドダイヤモンズレディース |
| ベストイレブン      | 田中明日菜（DF）              | INAC神戸レオネッサ               |
| ベストイレブン      | 宮間あや（MF）                | 岡山湯郷Belle                    |
| ベストイレブン      | チ・ソヨン（MF）              | INAC神戸レオネッサ               |
| ベストイレブン      | 澤穂希（MF）                  | INAC神戸レオネッサ               |
| ベストイレブン      | 高瀬愛実（FW）                | INAC神戸レオネッサ               |
| ベストイレブン      | 永里亜紗乃（FW）              | 日テレ・ベレーザ                 |
| ベストイレブン      | 川澄奈穂美（FW）              | INAC神戸レオネッサ               |
| 優勝監督賞          | 星川敬                        | INAC神戸レオネッサ               |
| フェアプレー賞      | 日テレ･ベレーザ 岡山湯郷Belle | －                               |
| チャレンジリーグ    |                               |                                  |
| 最優秀選手賞（MVP） | 伊藤美菜子                    | ベガルタ仙台レディース           |
| フェアプレー賞      | ベガルタ仙台レディース        | －                               |
| その他表彰          |                               |                                  |
| 通算200試合出場     | 小林弥生                      | 日テレ・ベレーザ                 |
| 通算200試合出場     | 伊丹絵美                      | スペランツァFC大阪高槻           |
| 最優秀審判賞        | 山岸佐知子                    | －                               |

出典: 「プレナスなでしこリーグ2012/プレナスチャレンジリーグ2012」表彰式

### 得点ランキング

#### なでしこリーグ1部
| 順位 | 選手       | 所属                             | 得点 |
| ---- | ---------- | -------------------------------- | ---- |
| 1    | 高瀬愛実   | INAC神戸レオネッサ               | 20   |
| 2    | 永里亜紗乃 | 日テレ・ベレーザ                 | 19   |
| 3    | 大野忍     | INAC神戸レオネッサ               | 13   |
| 4    | 吉良知夏   | 浦和レッドダイヤモンズレディース | 10   |
| 5    | 川澄奈穂美 | INAC神戸レオネッサ               | 8    |
| 5    | 山崎円美   | アルビレックス新潟レディース     | 8    |

## 入れ替え戦

### チャレンジリーグからなでしこリーグへの昇格方法
チャレンジリーグからなでしこリーグへ昇格するにあたり、なでしこリーグ準加盟（上記太字で示したチーム）でなければならないことはこれまでと同様である。ただし、昇格の権利を得られる条件は以下の通りに変更されている。
- チャレンジリーグで4位以内に入ったチームのうち、さらに準加盟のチームのみで順位を付け、
  - 準加盟のチーム中で1位のチームは、なでしこリーグ10位チームと自動入れ替え。
  - 準加盟のチーム中で2位のチームは、なでしこリーグ9位チームとの入れ替え戦（ホーム・アンド・アウェー方式）を行う。
- なお上位4チーム中準加盟当該チームが1チームのみである場合、なでしこリーグ9位チームの入れ替え戦出場は行わない。また該当無しの場合は入れ替えは一切ない。

なお最終的に、チャレンジリーグの1位および2位はともに準加盟チームとなったため、1位のベガルタ仙台レディースが自動昇格、2位のFC高梁吉備国際大学Charmeが入れ替え戦出場となった。またなでしこリーグからは、10位の福岡J・アンクラスが自動降格、9位のASエルフェン狭山FCが入れ替え戦出場となった。

### なでしこリーグ・チャレンジリーグ入替戦
入れ替え戦は以下の通り。
| 2012年11月17日 14:00 |

| FC高梁吉備国際大学Charme | 1 - 0          | ASエルフェン狭山FC |
| 村松真冬 86分            | 公式記録 (PDF) |                    |

| 岡山県笠岡陸上競技場(笠岡市) |

| 2012年11月23日 18:30 |

| ASエルフェン狭山FC            | 2 - 3          | FC高梁吉備国際大学Charme          |
| 内田紗希 75分 · 鈴木薫子 87分 | 公式記録 (PDF) | 高橋千帆 22分, 90+2分 · 76分 (OG) |

| 熊谷スポーツ文化公園陸上競技場(熊谷市) |

この結果、FC高梁吉備国際大学Charmeがなでしこリーグに昇格することが決定。

### 地域リーグからチャレンジリーグへの昇格方法
上記の通り、2013年よりチャレンジリーグを16チームとするため、以下の方法で入れ替えを行う。
- 地域リーグの成績上位チーム、かつチャレンジリーグ参加希望チームで争う「チャレンジリーグ入れ替え戦予備戦」の成績上位4チームまでを自動昇格とする（但し4チーム以下の場合は予備戦なしとして、そのまま昇格とみなす）。
- チャレンジリーグの参加希望チームが5チーム以上あった場合、その5位・6位とチャレンジリーグの11・12位とで入れ替え戦を行う（5チームのみの場合はチャレンジリーグ側の入れ替え戦出場は12位のみ）。
- 地域リーグからの昇格については「2012年度新加盟チーム決定方法」に基づいて決定する。

#### チャレンジリーグ入替戦予選大会
チャレンジリーグ参入チーム決定（チャレンジリーグ入替戦予選大会）の方式は以下の通り。

##### 出場チーム
| チーム名                             | 所属地域リーグ |
| ------------------------------------ | -------------- |
| ノルディーア北海道                   | 北海道         |
| ノジマステラ神奈川                   | 神奈川         |
| 清水第八プレアデス                   | 静岡           |
| ＮＧＵ名古屋ＦＣレディース           | 愛知           |
| セレッソ大阪レディース               | 大阪           |
| HOYOスカラブFC                       | 大分           |
| 益城ルネサンス熊本フットボールクラブ | 熊本           |

##### 日程・結果
11月2日
出場7チームのうち、1チームを除いた6チームが2チームずつに分かれて対戦し、勝者がチャレンジリーグに自動昇格する。
11月3日
11月2日の試合に敗れた3チームと、11月2日の試合に出場しなかった1チームを加えた4チームが2チームずつに分かれて対戦する。
11月4日
11月3日の勝者同士が対戦し、勝利したチームはチャレンジリーグに自動昇格、敗れたチームは入れ替え戦でチャレンジリーグの12位と対戦する。また11月3日の敗者同士が対戦し、勝利したチームは入れ替え戦でチャレンジリーグの11位と対戦、敗れたチームは所属のリーグに残留となる。
|  | 11月2日                    | 11月2日            |                                        |   | 11月3日 | 11月3日 |         |  | 11月4日 | 11月4日 |
|  |                            |                    |                                        |   |         |         |         |  |         |         |
|  | 【1】 勝者は自動昇格       |                    |                                        |   |         |         |         |  |         |         |
|  |                            |                    |                                        |   |         |         |         |  |         |         |
|  | 清水第八プレアデス         | 3                  |                                        |   |         |         |         |  |         |         |
|  | 清水第八プレアデス         | 3                  | 【4】                                  |   |         |         |         |  |         |         |
|  | 益城ルネサンス熊本FC       | 2                  |                                        |   |         |         |         |  |         |         |
|  | 益城ルネサンス熊本FC       | 2                  | 益城ルネサンス熊本FC                   | 0 |         |         |         |  |         |         |
|  | 【2】 勝者は自動昇格       |                    | 益城ルネサンス熊本FC                   | 0 |         |         |         |  |         |         |
|  |                            | ノルディーア北海道 | 1                                      |   |         |         |         |  |         |         |
|  | セレッソ大阪レディース     | ノルディーア北海道 | 1                                      | 2 |         |         |         |  |         |         |
|  | セレッソ大阪レディース     |                    | 【7】勝者は自動昇格、敗者は入替戦進出  | 2 |         |         |         |  |         |         |
|  | ノルディーア北海道         | 1                  |                                        |   |         |         |         |  |         |         |
|  | ノルディーア北海道         | 1                  | ノルディーア北海道                     | 0 |         |         |         |  |         |         |
|  | 【3】 勝者は自動昇格       |                    | ノルディーア北海道                     | 0 |         |         |         |  |         |         |
|  |                            | ノジマステラ神奈川 | 4                                      |   |         |         |         |  |         |         |
|  | HOYOスカラブFC (延長)      | ノジマステラ神奈川 | 4                                      | 2 |         |         |         |  |         |         |
|  | HOYOスカラブFC (延長)      | 【5】              |                                        | 2 |         |         |         |  |         |         |
|  | NGU名古屋FCレディース      | 1                  |                                        |   |         |         |         |  |         |         |
|  | NGU名古屋FCレディース      | 1                  | NGU名古屋FCレディース                  | 1 |         |         |         |  |         |         |
|  |                            |                    | NGU名古屋FCレディース                  | 1 |         |         |         |  |         |         |
|  |                            |                    | ノジマステラ神奈川                     | 5 |         | 11月4日 | 11月4日 |  |         |         |
|  |                            |                    | ノジマステラ神奈川                     | 5 |         | 11月4日 | 11月4日 |  |         |         |
|  |                            |                    | 【6】勝者は入替戦進出、敗者は地域L残留 |   |         |         |         |  |         |         |
|  |                            |                    |                                        |   |         |         |         |  |         |         |
|  | 益城ルネサンス熊本FC       | 0 (8)              |                                        |   |         |         |         |  |         |         |
|  | 益城ルネサンス熊本FC       | 0 (8)              |                                        |   |         |         |         |  |         |         |
|  | NGU名古屋FCレディース (PK) | 0 (9)              |                                        |   |         |         |         |  |         |         |
|  | NGU名古屋FCレディース (PK) | 0 (9)              |                                        |   |         |         |         |  |         |         |

| #1 | 2012年11月2日 11:00 |

| 清水第八プレアデス                           | 3 - 2          | 益城ルネサンス熊本FC      |
| 谷口絵美 6分 · 濱中沙希 50分 · 宮川朋子 74分 | 公式記録 (PDF) | 塚本舞 35分 · 寺澤希 85分 |

|  |

| #2 | 2012年11月2日 11:00 |

| セレッソ大阪レディース    | 2 - 1          | ノルディーア北海道 |
| 林穂之香 15分 · 80分 (OG) | 公式記録 (PDF) | 田畑沙由理 42分    |

|  |

| #3 | 2012年11月2日 14:00 |

| HOYOスカラブFC                | 2 - 1 (延長)   | NGU名古屋FCレディース |
| 松本芽依 90分 · 清末千尋 98分 | 公式記録 (PDF) | 市原理奈 69分         |

|  |

| #4 | 2012年11月3日 11:00 |

| 益城ルネサンス熊本FC | 0 - 1          | ノルディーア北海道 |
|                      | 公式記録 (PDF) | 神成美紀 60分      |

|  |

| #5 | 2012年11月3日 14:00 |

| NGU名古屋FCレディース | 1 - 5          | ノジマステラ神奈川                                                           |
| 山田仁衣奈 42分       | 公式記録 (PDF) | 後藤麻衣香 40分 · 吉見夏稀 50分 (PK) · 金井奈苗 55分, 63分 · 長澤まどか 70分 |

|  |

| #6 | 2012年11月4日 11:00 |

| 益城ルネサンス熊本FC                                                              | 0 - 0 (延長)   | NGU名古屋FCレディース                                                                     |
|                                                                                   | 公式記録 (PDF) |                                                                                           |
|                                                                                   | PK戦           |                                                                                           |
| 塚本舞 櫻間裕美 鈴木涼子 峯知美 河島佳奈 吉田葵 赤木裕衣 寺澤希 奥村紗代 腰あずさ | 8 - 9          | 小川由衣 市原理奈 山田仁衣奈 則武亜希 加藤郁香 鈴木朝恵 藤根有彩 高木香 牛越智子 堀江美月 |

|  |

| #7 | 2012年11月4日 14:00 |

| ノルディーア北海道 | 0 - 4          | ノジマステラ神奈川                                          |
|                    | 公式記録 (PDF) | 井上友利恵 21分 · 52分 (OG) · 河原﨑希 55分 · 金井奈苗 63分 |

|  |

結果
チャレンジリーグ自動昇格
清水第八プレアデス、セレッソ大阪レディース、HOYOスカラブFC、ノジマステラ神奈川
入れ替え戦進出
NGU名古屋FCレディース、ノルディーア北海道
地域リーグ残留
益城ルネサンス熊本FC

#### チャレンジリーグ入替戦
チャレンジリーグ11位・12位のチームと、入替戦予選大会の2チームがホーム&アウェー（アウェーゴールルール採用）で対戦する。
| チーム #1             | 合計  | チーム #2                       | 第1戦 | 第2戦 |
| --------------------- | ----- | ------------------------------- | ----- | ----- |
| ノルディーア北海道    | 0 - 4 | JAPANサッカーカレッジレディース | 0 - 3 | 0 - 1 |
| NGU名古屋FCレディース | 1 - 7 | AC長野パルセイロ・レディース    | 1 - 2 | 0 - 5 |

| 2012年11月10日 13:00 |

| ノルディーア北海道 | 0 - 3          | JAPANサッカーカレッジレディース     |
|                    | 公式記録 (PDF) | 佐々木栞 52分 · 岩崎愛美 63分, 79分 |

| 室蘭市入江運動公園陸上競技場, 室蘭市 |

| 2012年11月18日 13:00 |

| JAPANサッカーカレッジレディース | 1 - 0          | ノルディーア北海道 |
| 鳥海麻衣 23分                   | 公式記録 (PDF) |                    |

| JAPANサッカーカレッジグラウンド, 聖籠町 |

合計得点4-0でJAPANサッカーカレッジレディースが勝利
| 2012年11月10日 14:00 |

| NGU名古屋FCレディース | 1 - 2          | AC長野パルセイロ・レディース |
| 加藤郁香 34分         | 公式記録 (PDF) | 濵垣香菜 37分, 84分          |

| 名古屋学院大学瀬戸キャンパスグラウンド, 瀬戸市 |

| 2012年11月17日 13:00 |

| AC長野パルセイロ・レディース                                      | 5 - 0          | NGU名古屋FCレディース |
| 濵垣香菜 14分 · 浦崎優香 27分, 47分 · 橋浦さつき 45分 · 62分 (OG) | 公式記録 (PDF) |                       |

| 南長野運動公園総合球技場, 長野市 |

合計得点7-1でAC長野パルセイロ・レディースが勝利
結果、JAPANサッカーカレッジレディースおよびAC長野パルセイロ・レディースがチャレンジリーグに残留、ノルディーア北海道およびNGU名古屋FCレディースが地域リーグに残留。